# Migros
Migros (міґро, МФА: [ˈmiɡro] ( прослухати)) — найбільша компанія роздрібної торгівлі Швейцарії, найбільша мережа супермаркетів та найбільший роботодавець країни. Входить до сорока найбільших ритейлерів світу. Є кооперативом, що станом на 2022 рік налічував 2,31 млн членів.
Migros була одним із засновників найбільшого в Туреччині ритейлера Migros Türk, який став незалежним від швейцарської Migros у 1975 році.

## Історія
Компанію заснував Готліб Дуттвайлер (Gottlieb Duttweiler, 1888—1962). До цього він працював у торговій фірмі Pfister & Sigg; після того, як вона розпалася в 1923 році, Готліб Дуттвайлер вирішив спробувати створити новий формат роздрібної торгівлі. У 1925 році в Цюриху він з партнерами купив 5 вантажівок Ford Model T і переобладнав їх у пересувні магазини, з яких торгували такими товарами, як кава, рис, кокосова олія, макарони, мило та цукор. Своє підприємство вони назвали Migros від французького «mi», що означає половину або середину шляху, та «gros», що означає «оптовий»; таким чином, слово позначало ціни, що знаходяться на півдорозі між роздрібною та оптовою торгівлею. Оскільки ціни в таких пересувних магазинах були на 40 % нижчими, ніж в інших торгових точках, це викликало обурення не тільки конкурентів, але й місцевої влади, яка ввела підвищений податок на торгівлю з коліс. Дуттвайлеру довелося відкрити звичайний магазин у Цюриху 1926 року, завдяки чому розширився асортимент. Оскільки оптові торговці та виробники почали бойкотувати Migros, у 1928 році Дуттвайлер купив власне підприємство з виробництва продуктів харчування. До 1930 року були відкриті магазини в Ааргау, Базелі, Берні та Люцерні, а до 1932 року мережа Migros охопила всі регіони Швейцарії.
У 1933 році уряд Швейцарії заборонив створення філій магазинів. У відповідь на це Дуттвайлер у 1937 році створив нову компанію Waren-Giro-Genossenschaft, яка постачала товарами незалежних торговців. У 1941 році вона була перетворена на об'єднання 9 регіональних торгових кооперативів, назване Migros Genossenschafts-Bund (Федерація кооперативів «Міґро»). Покупці кооперативних магазинів могли придбати членство за 30 швейцарських франків. У 1938 році Migros почала видавати свою газету італійською мовою Azione, у 1942 році почався випуск німецькомовної газети Wir Bruckenbauer, а в 1944 році — франкомовної Construire.
У 1945 році була куплена консервна фабрика Konservenfabrik Tobler & Co. У 1949 році в Цюриху був відкритий перший магазин самообслуговування Migros, у 1950-х роках більшість магазинів мережі було переобладнано в супермаркети, їхній асортимент розширився непродовольчими товарами. У 1952 році почався розвиток мережі Ex Libris, де продавалися книги та звукозаписи. У 1954 році почався розвиток мережі автозаправок Migrol. Також у 1954 році була створена філія в Туреччині Migros Turk. У 1957 році було створено власний банк, Migros Bank, а в 1959 році — компанію Secura AG, яка зайнялася автострахуванням. На початку 1960-х років оборот Migros досяг 1 млрд шв. фр., а в середині десятиліття — 2 млрд. У 1975 році компанія відмовилася від своєї турецької філії.
До 1990 року оборот Migros досяг 15 млрд швейцарських франків, або 16 % від обороту всієї роздрібної торгівлі країни. Почався період розширення діяльності в сусідні країни: у 1993 році було відкрито універмаг MMM у Франції, також цього року була куплена мережа зі 112 супермаркетів Familia в Австрії, а 1994 року був відкритий перший магазин Migros у Німеччині. У 1997 році була куплена швейцарська мережа з 11 універмагів Globus. У 2004 році було запущено онлайн-супермаркет. У 2012 році була куплена німецька мережа магазинів Tegut.

## Діяльність
Підрозділи станом на 2022 рік:
- кооперативна торгівля — 10 регіональних торгових кооперативів, 748 торгових точок у Швейцарії, 315 у Німеччині та 3 у Франції (гіпермаркети, супермаркети, спеціалізовані магазини), а також торгівля онлайн, 55 % виручки;
- комерція — мінімаркети, автозаправки, книжкові магазини, 29 % виручки;
- Migros Industrie — власне виробництво, 6 % виручки;
- Migros Bank — банківські послуги, активи 57,3 млрд шв. фр., 3 % виручки;
- туризм — туроператор Hotelplan Group, 5 % виручки;
- інше — 3 % виручки.

У списку найбільших компаній світу Fortune Global 500 за 2023 рік Migros Group посіла 485-е місце.